# 労働者国民統一党
労働国民統一党 (スペイン語:Partido Único Nacional de los Trabajadores PUNT) は、赤道ギニアにかつて存在した政党である。
党規によれば、赤道ギニアのすべての国民が7歳になると自動的に党員に加盟され、死亡すると解約されるということになっていた。

## 歴史
1970年に赤道ギニア人民思想(IPEG)に所属していたフランシスコ・マシアス・ンゲマによって創設された。同年にはンゲマが終身大統領に就任し、他の政党の政治活動が一切禁止され、この国唯一の合法政党となった。
その後に行われた1973年の選挙では議会の全議席を獲得していたが、1979年に現在の大統領であり、マシアスの甥であるテオドロ・オビアン・ンゲマ達によるクーデターにより解散された。